# Three percenters
Three percenters är en amerikansk och kanadensisk högerextrem anti-regeringmilis. Gruppen förespråkar vapenäganderätt och motstånd mot den amerikanska federala regeringen. Gruppens namn kommer från det felaktiga påståendet att "de aktiva krafterna i fältet mot kungens tyranni uppgick aldrig till mer än 3% av kolonisterna" under den Amerikanska revolutionen.
Gruppen är baserad i USA med närvaro i Kanada. Den har beskrivits som den "farligaste" extremistgruppen i Kanada.
Den 21 februari 2021 upplöste deras ledarskap av amerikanska nationella gruppen som svar på Stormningen av Kapitolium 2021 och fördömde våldet. Flera fraktioner av gruppen och andra som ansluter sig till Three Percenter-rörelsen deltog i attacken. I Juni 2021 åtalades sex män associerade med gruppen i USA för konspiration, och Kanada förklarade gruppen som en terroristenhet.